# All Hail King Julien
All Hail King Julien (Nederlands: Lang leve koning Julien) is een Amerikaanse computeranimatieserie uit 2014 op Netflix geproduceerd door DreamWorks Animation Television. De serie is gebaseerd op de filmreeks Madagascar met de personages Koning Julien, Maurice en Mort in de hoofdrol. De serie speelt zich af voor de gebeurtenissen van de eerste film Madagascar en ging op 19 december 2014 in première op Netflix. Het vijfde seizoen is ook bekend als All Hail King Julien: Exiled (Nederlands: Lang leven koning Julien: Verbannen!).

## Verhaal
Koning Julien XII, een zeer strenge en laffe ringstaartmaki, wordt gedwongen om stil te zijn in zijn eigen koninkrijk omdat hij anders wordt aangevallen door de fossa, die hem volgens een voorspelling van Masikura zal opeten. Daarom geeft hij zijn koningschap aan zijn neef prins Julien XIII een egoïstisch en berucht feestbeest. Terwijl zijn oom afstand doet van de troon komt de nieuwe koning Julien in vele problemen. Oom Julien komt op zijn besluit terug en probeert zijn beslissing ongedaan te maken.

## Rolverdeling
- Danny Jacobs als Koning Julien XIII
- Kevin Michael Richardson als Maurice
- Andy Richter als Mort, Ted
- India de Beaufort als Clover
- Jeff Bennett als Willie
- Debra Wilson als Masikura
- Sarah Thyre als Dorothy
- Bestsy Sodaro als Xixi
- David Krumholtz als Timo
- Diedrich Bader als Abner
- Henry Winkler als Oom Koning Julien XII

Nederlandse stemmen
- Louis van Beek als Koning Julien XIII
- Jerrel Houtsnee als Maurice
- Renee van Wegberg als Clover
- Thijs van Aken als Mort
- Donna Vrijhof als Xixi
- Ewout Eggink als Timo
- Huub Dikstaal als Ted en Oom Koning Julien XII
- Simon Zwiers als Koto

## Afleveringen

### Seizoen 1
| Afl. | Originele titel            | Nederlandse titel            | Datum            |
| ---- | -------------------------- | ---------------------------- | ---------------- |
| 1    | King Me                    | Ik, de koning                | 19 december 2014 |
| 2    | Poll Position              | Populariteitspoll            | 19 december 2014 |
| 3    | Enter the Fanaloka         | Maak plaats voor de Fanaloka | 19 december 2014 |
| 4    | Empty is the Head          | Leeghoofd                    | 19 december 2014 |
| 5    | Return of the Uncle King   | Oom koning keert terug       | 19 december 2014 |
| 6    | Eat Prey Shove             | Trekken en duwen             | 3 april 2015     |
| 7    | He Blinded Me with Science | Verblind door wetenschap     | 3 april 2015     |
| 8    | Viva Mort                  | Leve Mort                    | 3 april 2015     |
| 9    | The Really Really Big Lie  | Een reuzegrote leugen        | 3 april 2015     |
| 10   | One More Cup               | Nog een kopje                | 3 april 2015     |

### Seizoen 2
| Afl. | Originele titel                            | Nederlandse titel                         | Datum           |
| ---- | ------------------------------------------ | ----------------------------------------- | --------------- |
| 1    | My Fair Foosa                              | Mijn mooi Fossa                           | 16 oktober 2015 |
| 2    | Diapers Are the New Black                  | De luier rage                             | 16 oktober 2015 |
| 3    | Crimson and Clover                         | Crimson en Clover                         | 16 oktober 2015 |
| 4    | Pineapple of My Eye                        | Ananas van m'n dromen                     | 16 oktober 2015 |
| 5    | Gimme Gimme Gimme: The Game                | Money, money, money                       | 16 oktober 2015 |
| 6    | Body Double                                | Dubbelganger                              | 16 oktober 2015 |
| 7    | Election                                   | De verkiezing                             | 16 oktober 2015 |
| 8    | Daddy Julien                               | Daddy Julien                              | 16 oktober 2015 |
| 9    | That's Sooo Rob                            | Helemaal Rob!                             | 16 oktober 2015 |
| 10   | The Man in the Iron Booty                  | De man met billen van ijzer               | 16 oktober 2015 |
| 11   | Monkey Planet                              | Apenplaneet                               | 16 oktober 2015 |
| 12   | True Bromance                              | Ware bromantiek                           | 16 oktober 2015 |
| 13   | The King Who Would Be King                 | De maki die koning zou worden             | 16 oktober 2015 |
| 14   | Are You There, Frank? It's Me, King Julien | Hallo Frank? Ik ben het... koning Julien! | 16 oktober 2015 |
| 15   | The Phantom of Club Moist                  | Het spook van de nachtclub                | 16 oktober 2015 |
| 16   | King Juli-END                              | Koning Juli-EIND                          | 16 oktober 2015 |

### Seizoen 3
| Afl. | Originele titel                  | Nederlandse titel                  | Datum        |
| ---- | -------------------------------- | ---------------------------------- | ------------ |
| 1    | Oh Captain! My Captain! Pt.1     | O kapitein, mijn kapitein - Deel 1 | 17 juni 2016 |
| 2    | Oh Captain! My Captian! Pt.2     | O kapitein, mijn kapitein - Deel 2 | 17 juni 2016 |
| 3    | Dance, Dance, Resolution         | Dansen en nog eens dansen          | 17 juni 2016 |
| 4    | Oh Brother Where Aren't Thou?    | Koninklijk broederschap            | 17 juni 2016 |
| 5    | Love Gauntlet                    | De liefdesuitdaging                | 17 juni 2016 |
| 6    | The Jungle Games                 | De junglespelen                    | 17 juni 2016 |
| 7    | Close Encouters of the Mort Kind | Buitenaardse Mort                  | 17 juni 2016 |
| 8    | The Butterfly War                | De vlinderoorlog                   | 17 juni 2016 |
| 9    | Fast Food Lemur Nation           | Fastfoodnmaki's                    | 17 juni 2016 |
| 10   | Get Off My Lawn                  | Verboden terrein                   | 17 juni 2016 |
| 11   | Revenge of the Prom              | De schoolreünie                    | 17 juni 2016 |
| 12   | Eye of the Clover                | Het grote toernooi                 | 17 juni 2016 |
| 13   | Run for the Border               | De muur van Julien                 | 17 juni 2016 |

### Seizoen 4
| Afl. | Originele titel               | Nederlandse titel                           | Datum            |
| ---- | ----------------------------- | ------------------------------------------- | ---------------- |
| 1    | The All Hail King Julien Show | De Lang Leve Koning Julien Show             | 11 november 2016 |
| 2    | The Neverending Clover        | Een verhaal met een heel lang maki-staartje | 11 november 2016 |
| 3    | Who Arted?                    | Vuile kunstjes                              | 11 november 2016 |
| 4    | That Sinking Feeling          | De ark van Julien                           | 11 november 2016 |
| 5    | The Jungle Rooster            | Het Jungle haantje                          | 11 november 2016 |
| 6    | The Good Book                 | Het goede boekje                            | 11 november 2016 |
| 7    | The King and Mrs. Mort        | The Koning en Mevrouw Mort                  | 11 november 2016 |
| 8    | King Julien Superstar         | Koning Julien: Superstar                    | 11 november 2016 |
| 9    | The Panchurian Candidate      | Hypno-Pancho                                | 11 november 2016 |
| 10   | The Wrath of Morticus Khan    | De wraak van Morticus Khan                  | 11 november 2016 |
| 11   | Koto, Plain and Tall          | Koto, alleen op de wereld                   | 11 november 2016 |
| 12   | I, Maurice                    | Ik, Maurice                                 | 11 november 2016 |
| 13   | Un-King Me                    | Niet-koning Ik                              | 11 november 2016 |

### SeizoenExiled
| Afl. | Originele titel                        | Nederlandse titel            | Datum       |
| ---- | -------------------------------------- | ---------------------------- | ----------- |
| 1    | The Strife Aquatic                     | De aquatische strijd         | 12 mei 2017 |
| 2    | The Most Eggcellent Adventure          | Een eigenwijs avontuur       | 12 mei 2017 |
| 3    | Iron Ted Weekend                       | Het weekend van ijzeren Ted  | 12 mei 2017 |
| 4    | Bridge on the River Mort               | Brug over de rivier Mord     | 12 mei 2017 |
| 5    | Raiders of the Lord Shark              | De reddertjes van Heer Haai  | 12 mei 2017 |
| 6    | Bad-Year Blimp                         | Slecht-jaar Zeppelin         | 12 mei 2017 |
| 7    | Cult Fiction                           | Sekte-gekte                  | 12 mei 2017 |
| 8    | Fauxsa Unchained                       | De Fopsa gaat los!           | 12 mei 2017 |
| 9    | I Am Fartacus                          | Ik ben Kaktacus              | 12 mei 2017 |
| 10   | For Whom the Bell Gods Toll            | Dat is de Belgoden verzoeken | 12 mei 2017 |
| 11   | Out of the Foosa Pen and into the Fire | Het Fossahok uit het vuur in | 12 mei 2017 |
| 12   | The Day After Yesterday                | De dag na gisteren           | 12 mei 2017 |
| 13   | The Day Before Tomorrow                | De dag voor morgen           | 12 mei 2017 |

### Seizoen 5
| Afl. | Originele titel             | Nederlandse titel                  | Datum           |
| ---- | --------------------------- | ---------------------------------- | --------------- |
| 1    | Julien 2.0                  | Julien 2.0                         | 1 december 2017 |
| 2    | Spin Cycle                  | Schone schijn                      | 1 december 2017 |
| 3    | Night Creatures             | Nachtmonsters                      | 1 december 2017 |
| 4    | Tears in the Drain          | Droog je tranen, Mo-Mo.            | 1 december 2017 |
| 5    | Squad Goals                 | Squadgoals                         | 1 december 2017 |
| 6    | One More Cup, Part 2        | Nog één kop, deel 2                | 1 december 2017 |
| 7    | There Will Be Juice         | Sap, vruchtvlees en tranen         | 1 december 2017 |
| 8    | Blackboard Jungle           | Schoolbordjungle                   | 1 december 2017 |
| 9    | Lord of the Fruit Flies     | Heer der fruitvliegen              | 1 december 2017 |
| 10   | Karl-Mageddon               | Karl-mageddon                      | 1 december 2017 |
| 11   | King Julian is Watching You | Koning Julien houdt je in de gaten | 1 december 2017 |
| 12   | The End is Near             | Het einde is nabij                 | 1 december 2017 |
| 13   | The End is Here             | Dit is het einde                   | 1 december 2017 |

## Prijzen en nominaties
De belangrijkste:
| Jaar | Prijs       | Categorie                                                                   | Ontvangstnemer(s) | Uitslag     |
| ---- | ----------- | --------------------------------------------------------------------------- | --- | ----------- |
| 2015 | Emmy Award  | Outstanding Children's Animated Program                                     | Bret Haaland, Mitch Watson, Randy Dormans, Nicholas Filippi, Chris Neuhahn & Katie Ely                                                               | Gewonnen    |
| 2015 | Emmy Award  | Outstanding Performer in an Animated Program                                | Danny Jacobs | Gewonnen    |
| 2015 | Emmy Award  | Outstanding Casting for an Animated or Special                              | Ania O'Hare | Gewonnen    |
| 2015 | Emmy Award  | Outstanding Directing in Animated Program                                   | Christo Stamboliev | Genomineerd |
| 2015 | Emmy Award  | Outstanding Original Song - Main Title and Promo                            | Will Fuller & Alex Geringas (voor het lied: "Who's da King")                                                                                         | Genomineerd |
| 2016 | Annie Award | Outstanding Achievement in Editorial in an Animated TV/Broadcast Production | Jeff Adams (voor afl. "Body Double") | Genomineerd |
| 2016 | Emmy Award  | Outstanding Original Song                                                   | Frederik Weidmann & Mitch Watson (voor het lied: "True Bromance")                                                                                    | Gewonnen    |
| 2016 | Emmy Award  | Outstanding Writing in an Animated Program                                  | Mitch Watson, Michael Ryan, Sharon Flynn & Elliott Owen                                                                                              | Gewonnen    |
| 2016 | Emmy Award  | Outstanding Directing in an Animated Program                                | Stephen Henenveld, Christo Stamboliev, James Wootton & Collette Sunderman                                                                            | Genomineerd |
| 2016 | Emmy Award  | Outstanding Sounding Sound Eding - Animation                                | Devon Bowman, Chris Gresham, Andrew Ing, D.J. Lynch, Peter Munters Lawrence Reyes, Ian Nyeste, Mishelle Fordham, Aran Tan Tanchum & Vincent Guisetti | Genomineerd |
| 2016 | Emmy Award  | Outstanding Sound Mixing - Animation                                        | Devon Bowman, Vicki Lemar, Aran Tanchum, Ian Nyeste & D.J. Lynch                                                                                     | Genomineerd |
| 2016 | Emmy Award  | Outstanding Performer in an Animated Program                                | Danny Jacobs (voor de rol: "King Julien") | Genomineerd |
| 2016 | Emmy Award  | Outstanding Children's Animated Program                                     | Bret Haaland, Mitch Watson, Randy Dormans, Chris Neuhahn & Katie Ely                                                                                 | Genomineerd |
| 2017 | Annie Award | Outstanding Achievement in Editorial in an Animated Tv/Broadcast Production | David Craig & Jeff Adams (voor afl. "King Julien Superstar")                                                                                         | Genomineerd |
| 2017 | Emmy Award  | Outstanding Performer in an Animated Program                                | Danny Jacobs (voor afl. "King Julien" & "Pancho") | Genomineerd |
| 2017 | Emmy Award  | Outstanding Performer in an Animated Program                                | Andy Richter (voor afl. "Mort/Smart Mort/Morticus Khan and Ted")                                                                                     | Genomineerd |
| 2017 | Emmy Award  | Outstanding Writing in an Animated Program                                  | Mitch Watson, Sharon Flynn, Benjamin Lapides, Elliott Owen & Michael Ryan                                                                            | Genomineerd |
| 2017 | Emmy Award  | Outstanding Sound Mixing - Animation                                        | D.J. Lynch, Ian Nyeste, Aran Tanchum, Jonathan Abelardo & Mark Mercado                                                                               | Genomineerd |